# Saint-Pierre, Cantal

Saint-Pierre este o comună în departamentul Cantal, Franța. În 1 ianuarie 2022 avea o populație de 146 de locuitori.